# Johnny Dee
Johnny Dee (nacido el 7 de noviembre de 1992 en Denver, Colorado) es un jugador de baloncesto estadounidense que actualmente pertenece a la plantilla del Carplus Fuenlabrada de la LEB Oro. Con 1,83 metros de altura juega en la posición de escolta.

## Trayectoria Deportiva
Fue considerado un referente ofensivo en su Universidad de San Diego de la NCAA1, promediando más de 17 puntos en sus dos últimas temporadas con porcentajes de tiro de 3 puntos cercanos al 40%, lanzando 7 por partido siendo especialista en el tiro libre para cerrar los partidos, rondando siempre el 95%.
Su primera experiencia como profesional fue en Europa, en el Polpharma Gdanski de la liga polaca TBL, donde promedió 11 puntos con un porcentaje de 37% en tiros de tres. 
En septiembre de 2017,  Dee tendría la oportunidad de seguir su carrera profesional en el club alavés del Araberri Basket Club de la LEB Oro, la segunda división española, que anunció su fichaje hasta final de temporada.
Con el descenso del Real Betis Energía Plus a la liga LEB Oro, el conjunto hispalense se fijó en él después de haber destacado la temporada anterior en las filas de Araberri Basket Club y anunció su fichaje para las dos siguientes campañas, siendo la última opcional. 
En julio de 2019, se compromete con el Delteco GBC tras su descenso a la liga LEB Oro, el escolta acababa de ascender a la Liga Endesa con Real Betis Energía Plus, aportando un 43,3% de acierto en tiros de tres.
El 4 de agosto de 2021, firma por el Movistar Estudiantes de la Liga LEB Oro.
El 13 de julio de 2022, firma por el Morabanc Andorra de la Liga LEB Oro.
El 11 de julio de 2023, regresa al Movistar Estudiantes de la LEB Oro.
El 28 de junio de 2024, firma por el Carplus Fuenlabrada de la LEB Oro.